# Бледный саки
Бле́дный, или белоголо́вый са́ки (лат. Pithecia pithecia), — вид приматов из семейства саковых.

## Описание
Бледный саки достигает длины от 30 до 49 см, пушистый хвост той же длины, что и тело. Вес составляет примерно от 1,5 до 1,8 кг, причём самцы несколько тяжелее. Задние лапы значительно длиннее, чем передние, хвост не хватательный. Шерсть длинная и лохматая, самка и самец имеют различную окраску, особенно в области лица. Самцы преимущественно чёрные, лицо и горло контрастно белые или красноватые. Самки с их шерстью чёрно-серого или серо-коричневого цвета походят больше на другие виды саки, у них две отходящие от ноздрей вниз и в стороны по линиям складки рта белые полосы. Нос широкий, ноздри удалены друг от друга.

## Распространение
Бледный саки населяет северо-восточную Южную Америку. Его ареал охватывает восточную Венесуэлу, Гайану, Суринам, Французскую Гвиану и северо-восточную Бразилию к северу от Амазонки. Его жизненное пространство — это леса, причём их можно встретить как в глубине сельвы, так и в горных лесах.

## Образ жизни

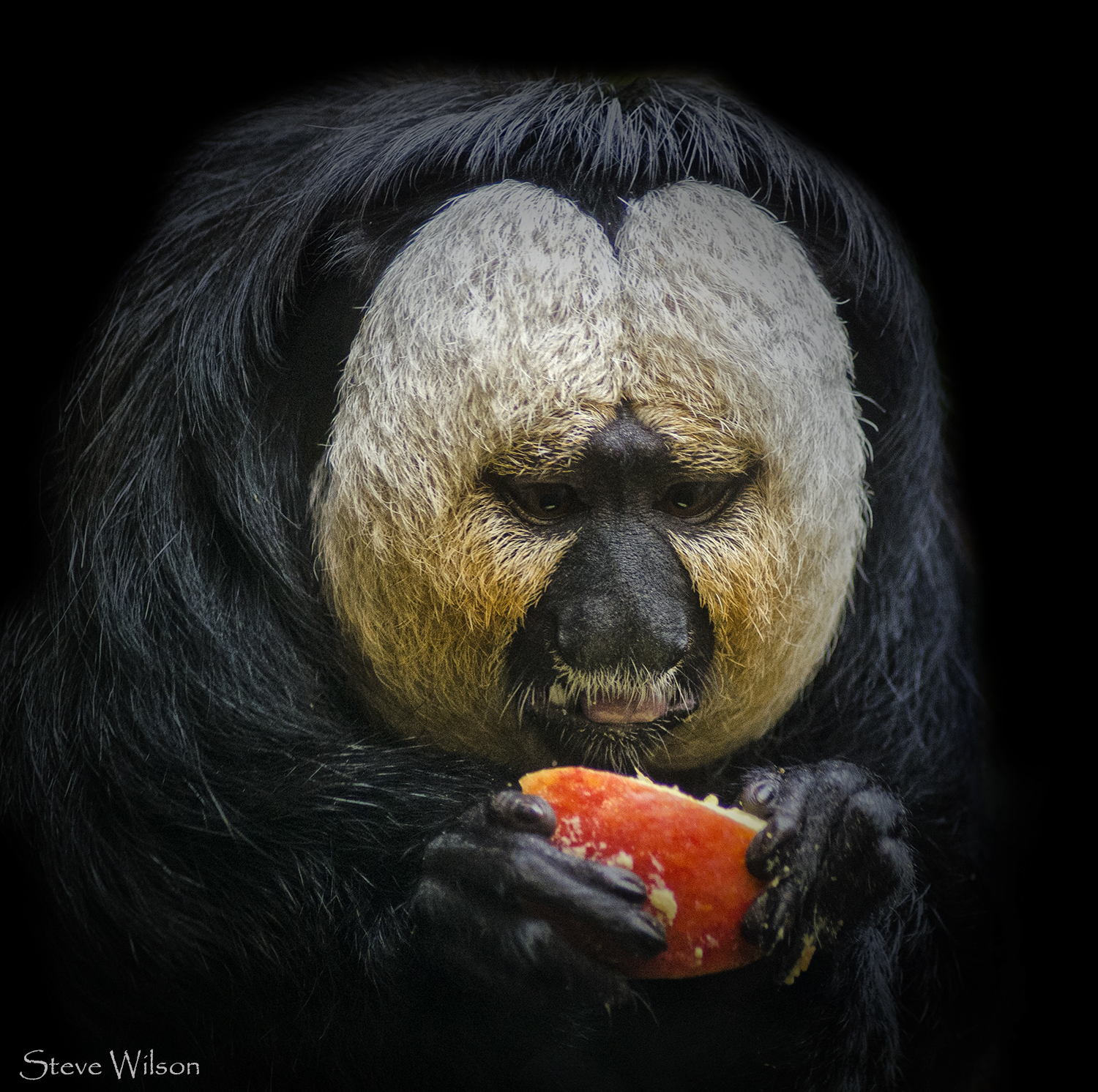
Бледный саки ест яблоко

Бледные саки — это активные днём обитатели деревьев, которые редко спускаются на землю. Они обитают чаще на среднем или нижнем уровне кроны. Передвигаются на четырёх лапах, карабкаются вверх, однако благодаря своим сильным задним лапам также могут совершать дальние прыжки, что значительно компенсирует отсутствие способности хвататься хвостом за ветки деревьев. Эти животные живут в маленьких группах, возможно моногамными семейными группами. Их участки очень малы, от 4 до 10 га.
Питание этих животных состоит преимущественно из семян и плодов, в незначительном объёме они употребляют другие части растений и насекомых.

## Размножение
Примерно через 163—176 дней беременности самка рожает, как правило, единственного детёныша. О детёныше заботится преимущественно мать, которая через несколько месяцев отлучает его от себя. В неволе животные могут жить до 35 лет.

## Угрозы
Популяции бледного саки угрожает охота и потеря среды обитания. По данным Красной книги МСОП, таксон вызывает наименьшие опасения (Least Concern).